# 博利亞爾卡 (沃倫斯基新城區)
50°30′19″N 27°55′15″E / 50.50528°N 27.92083°E
博利亞爾卡（烏克蘭語：Болярка），是烏克蘭北部的村莊，隸屬日托米爾州的茲維亞赫爾區。該村面積0.34平方公里，海拔高度223米，2001年人口42，人口密度每平方公里122.81人。